# 4-(Gama-L-glutamilamino)butanoil-(BtrI acil-nosilac protein) monooksigenaza
4-(gama--glutamilamino)butanoil-( acil-nosilac protein) monooksigenaza (EC 1.14.14.13, btrO (gen)) je enzim sa sistematskim imenom 4-(gama--glutamilamino)butanoil-( acil-nosilac protein),FMN:kiseonik oksidoreduktaza (2-hidroksilacija). Ovaj enzim katalizuje sledeću hemijsku reakciju
4-(gama--glutamilamino)butanoil-[BtrI acil-nosilac protein] + 2 + O2 {\displaystyle \rightleftharpoons } 4-(gama--glutamilamino)-(2S)-2-hidroksibutanoil-[BtrI acil-nosilac protein] + 2O
Ovaj enzim učestvuje u biosintezi bočnog lanca aminoglikozidnih antibiotika butirozinske familije. FMNH2 se koristi kao slobodni kofaktor.

## Literatura
- Nicholas C. Price; Lewis Stevens (1999). Fundamentals of Enzymology: The Cell and Molecular Biology of Catalytic Proteins (Third изд.). USA: Oxford University Press. ISBN 019850229X.
- Eric J. Toone (2006). Advances in Enzymology and Related Areas of Molecular Biology, Protein Evolution (Volume 75 изд.). Wiley-Interscience. ISBN 0471205036.
- Branden C; Tooze J. Introduction to Protein Structure. New York, NY: Garland Publishing. ISBN 0-8153-2305-0.
- Irwin H. Segel. Enzyme Kinetics: Behavior and Analysis of Rapid Equilibrium and Steady-State Enzyme Systems (Book 44 изд.). Wiley Classics Library. ISBN 0471303097.

## Spoljašnje veze
- 4-(gamma-L-glutamylamino)butanoyl-(BtrI+acyl-carrier+protein)+monooxygenase на 